# 源重遠
源 重遠（みなもと の しげとお、生没年不詳）は、平安時代末期の武将。源重実の子。尾張源氏の祖。

## 経歴
『尊卑分脈』によると、重遠の父・源重実は鳥羽院武者所の四天王の一人とまで言われる人物。
1156年-保元の乱では、後白河天皇陣営に参加。
1160年-平治の乱では、源義朝陣営に加わり敗れることになる。美濃国子康森において落武者狩りに遭い重実は自刃。これにより、重遠は美濃国から尾張国春日井郡浦野村（現・愛知県春日井市）に遷され、浦野を名乗るようになった。
また、養父（祖父）重宗の追討に関与した源義家（八幡太郎）の娘を妻とした。
1185年（文治元年）4月-近江国に住む前に出羽守となっており、重遠はすでに80歳を超えていたが、源頼朝のもとに参上。頼朝は累代の家人である重遠の志に感嘆し、重遠の舎弟十郎、並びに僧の蓮仁らに扶持を与えた。この時、重遠は平治の乱の後も源氏譜代の家人として平家に従わず、頼朝が平家打倒の兵を挙げたのを喜んだが、京の東国武士の乱暴は平家時代以上に酷く、そのために生活が苦しい旨を頼朝に訴えた。頼朝は彼の訴えを認め、その権利や財産を安堵した。
事跡に不明瞭な部分が多いものの、後に尾張を本拠とする豪族として史料上に現れる山田氏や小河氏（水野氏）、高田氏、三河の足助氏などは全てこの重遠に系譜を連ねている。

## 系譜
- 父：源重実
- 母：不詳
- 妻：源義家女
- 生母不明
  - 男子：浦野重直 - 子孫は山田氏、岡田氏、高田氏、彦坂氏、小島氏、足助氏。
  - 男子：葦敷重頼 - 子孫は葦敷氏、勝野氏。
  - 男子：小河重房 - 子孫は水野氏。
  - 男子：山田重弘